# میکی کیو
میکی کیو (انگلیسی: Micky Cave؛ 28 January 1949 – ۶ نوامبر ۱۹۸۴) بازیکن فوتبال اهل بریتانیا بود.
از باشگاه‌هایی که در آن بازی کرده‌است می‌توان به باشگاه فوتبال یورک سیتی، باشگاه فوتبال تورکی یونایتد، باشگاه فوتبال ویموث، باشگاه فوتبال ای‌اف‌سی بورنموث، و باشگاه فوتبال پلیموث آرگیل اشاره کرد.